# 尤里·克里沃鲁奇科
尤里·格里戈里耶维奇·克里沃鲁奇科（烏克蘭語：Юрій Григорович Криворучко，1986年12月19日—），也译克里沃洛奇科，乌克兰国际象棋棋手。他于2004年获国际大师称号，2006年晋升为国际象棋特级大师。
克里沃鲁奇科获得过2013年乌克兰国际象棋全国冠军。他的最高等级分为2015年11月创下的2717分。